# Lasioglossum molle
Lasioglossum molle är en biart som först beskrevs av Sandhouse 1924.  Lasioglossum molle ingår i släktet smalbin, och familjen vägbin. Inga underarter finns listade i Catalogue of Life.